# Menawa
Menawa o “gran guerrer” (Oakfuskee, vora el riu Tallapoosa, 1765- ?) fou un cap militar creek, mestís d'escocès i amerindi, primer conegut com a Hothlepoya. Durant la Guerra Creek fou un dels líders dels Bastons Vermells, i en la Guerra del 1812 donà suport als britànics i a Tecumseh (cabdill shawnee), s'enfrontà a Andrew Jackson a la batalla de Horseshoe Bend (1814). Fou ferit set cops a la batalla, però aconseguí escapar.
Després de la guerra, s'oposà a la cessió de terres als nord-americans, raó per la qual fou un dels artífex de l'assassinat de William McIntosh, qui havia signat el Tractat d'Indian Springs. També fou membre del Consell Nacional Creek que el 1826 anà a Washington per a oposar-se a la cessió de terres a l'Estat de Geòrgia. Va morir durant el trasllat a Oklahoma.